# MSCI Asie APEX 50
Le MSCI Asie APEX 50 est un indice boursier de l'Asie composé de 50 des principales capitalisations boursières de cette région du monde.

## Composition
Au 15 avril 2011, l'indice S&P Asia 50 se composait des titres suivants:
| Code      | Société                               | Pays         | Poids indiciel | Secteur                       |
| --------- | ------------------------------------- | ------------ | -------------- | ----------------------------- |
| 1299 HK   | AIA Group                             | Chine        | 2.52 %         | Finance                       |
| 3988 HK   | Bank of China                         | Chine        | 2.63 %         | Finance                       |
| 2388 HK   | BOC Hong Kong (Holdings)              | Chine        | 0.97 %         | Finance                       |
| 2882 TT   | Cathay Financial Holding              | Taïwan       | 0.93 %         | Finance                       |
| 1 HK      | Cheung Kong Holdings                  | Chine        | 1.84 %         | Finance                       |
| 939 HK    | China Construction Bank               | Chine        | 3.77 %         | Finance                       |
| 2628 HK   | China Life Insurance                  | Chine        | 2.29 %         | Finance                       |
| 3968 HK   | China Merchants Bank                  | Chine        | 0.82 %         | Finance                       |
| 941 HK    | China Mobile                          | Chine        | 4.83 %         | Télécommunications            |
| 386 HK    | China Petroleum and Chemical          | Chine        | 1.45 %         | Énergie                       |
| 1088 HK   | China Shenhua Energy                  | Chine        | 1.38 %         | Énergie                       |
| 2002 TT   | China Steel Corp                      | Taïwan       | 1.07 %         | Matériaux                     |
| 762 HK    | China Unicom Hong Kong                | Chine        | 1.08 %         | Télécommunications            |
| 2 HK      | CLP Holdings                          | Chine        | 1.43 %         | Services aux collectivités    |
| 883 HK    | CNOOC                                 | Chine        | 3.81 %         | Énergie                       |
| DBS SP    | DBS Group Holdings                    | Singapour    | 1.82 %         | Finance                       |
| 1301 TT   | Formosa Plastics Corp                 | Taïwan       | 1.35 %         | Matériaux                     |
| 101 HK    | Hang Lung Properties                  | Chine        | 0.85 %         | Finance                       |
| 11 HK     | Hang Seng Bank                        | Chine        | 1.07 %         | Finance                       |
| 2317 TT   | Hon Hai Precision Industry            | Taïwan       | 2.55 %         | Technologies de l'information |
| 3 HK      | Hong Kong & China Gas                 | Chine        | 0.95 %         | Services aux collectivités    |
| 388 HK    | Hong Kong Exchanges and Clearing      | Chine        | 1.97 %         | Finance                       |
| 2498 TT   | HTC                                   | Taïwan       | 2.51 %         | Technologies de l'information |
| 13 HK     | Hutchison Whampoa                     | Chine        | 2.1 %          | Industrie                     |
| 000660 KP | Hynix                                 | Corée du Sud | 1.1 %          | Technologies de l'information |
| 009540 KP | Hyundai Heavy Industries              | Corée du Sud | 1.53 %         | Industrie                     |
| 012330 KP | Hyundai Mobis                         | Corée du Sud | 1.96 %         | Consommation cyclique]        |
| 005380 KP | Hyundai Motor                         | Corée du Sud | 2.83 %         | Consommation cyclique]        |
| 1398 HK   | Industrial & Commercial Bank of China | Chine        | 4.05 %         | Finance                       |
| 105560 KP | KB Financial Group Inc                | Corée du Sud | 1.38 %         | Finance                       |
| KEP SP    | Keppel Corp                           | Singapour    | 1.14 %         | Industrie                     |
| 000270 KP | Kia Motors                            | Corée du Sud | 1.39 %         | Consommation cyclique]        |
| 051910 KP | LG Chem                               | Corée du Sud | 1.89 %         | Matériaux                     |
| 066570 KP | LG Electronics                        | Corée du Sud | 0.67 %         | Consommation cyclique]        |
| 494 HK    | Li & Fung                             | Chine        | 1.04 %         | Consommation cyclique]        |
| 2454 TT   | MediaTek                              | Taïwan       | 0.89 %         | Technologies de l'information |
| 1303 TT   | Nan Ya Plastics Corp                  | Taïwan       | 1.18 %         | Matériaux                     |
| OCBC SP   | Oversea-Chinese Banking Corp          | Singapour    | 1.68 %         | Finance                       |
| 857 HK    | PetroChina                            | Chine        | 2.62 %         | Énergie                       |
| 2318 HK   | Ping An Insurance                     | Chine        | 1.53 %         | Finance                       |
| 005490 KP | POSCO                                 | Corée du Sud | 2.34 %         | Matériaux                     |
| 6 HK      | Power Assets Holdings                 | Chine        | 0.88 %         | Services aux collectivités    |
| 005930 KP | Samsung Electronics                   | Corée du Sud | 7.75 %         | Technologies de l'information |
| 055550 KP | Shinhan Financial Group               | Singapour    | 1.72 %         | Finance                       |
| ST SP     | Singapore Telecommunications          | Singapour    | 1.8 %          | Télécommunications            |
| 16 HK     | Sun Hung Kai Properties               | Chine        | 1.85 %         | Finance                       |
| 19 HK     | Swire Pacific                         | Chine        | 0.95 %         | Finance                       |
| 700 HK    | Tencent Holdings                      | Chine        | 2.37 %         | Technologies de l'information |
| 2330 TT   | TSMC                                  | Taïwan       | 5.75 %         | Technologies de l'information |
| UOB SP    | United Overseas Bank                  | Singapour    | 1.7 %          | Finance                       |